# Émerchicourt
Émerchicourt é uma comuna francesa na região administrativa de Altos da França, no departamento do Norte. Estende-se por uma área de 5.11 km². Em 2010 a comuna tinha 916 habitantes (densidade: 179,3 hab./km²).